# タイワンシジミ
タイワンシジミ（英: Asian clam、学名: Corbicula fluminea）は、淡水に生息する中華人民共和国および台湾原産のシジミ科の二枚貝。

## 概要
中国、台湾を中心とした東アジアの淡水域に住む二枚貝である。雌雄同体で基本的な生態はマシジミに似ている。食す事も可能だが、元が食用シジミの選別逃れであり食味が劣る上、下水の流入する様な清浄度の低い水路にも生息する為、食さないのが無難である。個体差こそあるが殻の色はマシジミより黄色度が強い上に、殻の内側は白色、または全体的に淡い色の個体が多く、マシジミと違って殻の縁部が紫色になりにくい。しかし、形態的によく似ており遺伝的にも近いことから、マシジミとはシノニム（同一種）とする説もあり、分類は定まっていない。本種は卵胎生で稚貝を産む。繁殖力はマシジミよりも遥かに高く、しかも水路に定着してから時間が経過するとマシジミに酷似する殻色になる場合も多いため、いっそう在来種との判別が難しくなっている。また、死後長期間経過した貝殻は劣化して表面が黒くなる場合もある。

## 移入の問題
本種は中国等から食用として輸出されたシジミ類に混ざって世界各地に運ばれ、何らかの原因で流出して定着している。アメリカでは、1920年代に食用として持ち込まれたものが全米に広がった。近年ではヨーロッパでも分布が拡大している。調理の際に稚貝を吐き出し、それが下水を通じて河川等に流出する、または稚貝が粘着糸を出して物に付着し移動することによって分布が拡大しているのではないかと考えられている。大量に繁殖した地域では、取水施設で通水の障害となったり、大量死後に悪臭を放ったりするなどの被害が出ている。

### 日本国内での問題
日本国内では1985年頃に移入が確認され、1988年に岡山県の水路で繁殖していることが確認された。その後、1990年代に入ってから分布の拡大が明らかになり、関東以西の本州、四国、九州での定着が確認されている。
日本において淡水シジミといえば、マシジミを指すことが普通だったが、上述の殻色などから最近では本種のことをマシジミと指してしまう場合もある。

### 環境変化への強さとマシジミの淘汰
本種はマシジミの好まない比較的汚れた水、護岸に強く（むしろきれいな水の場所を好まない）、生命力が非常に強い。例えば生息地域の田が休耕期に入って水路の水がなくなり、個体数が激減しても、4 - 5ヶ月あればほぼ元に戻る。また護岸にも強く、三面護岸の水路にわずかに積もった泥や、護岸が欠けてできた小さなくぼみでも生きていられる場合もある。
また本種によるマシジミへの遺伝子汚染も問題になっている。マシジミやタイワンシジミは精子側の遺伝子のみが遺伝する（雄性発生）ため、両種が交配すると子貝はすべてタイワンシジミとなってしまう。そのため、マシジミの分布域に本種が侵入すると3年から4年で本種に置き換わる現象が報告されている。

### 本種への誤解
最近よく用水路にシジミが発生し、「きれいな水になり、マシジミが帰ってきた」と思われている場合があるが、ほとんどのケースは誤解であり、実際はマシジミが戻ったのではなく、本種の大発生であることが多い。東京都日野市でも1960年代から1970年代には市内多数の箇所で「黒いシジミ（マシジミ）が石ころのようにたくさん棲んでいた。」と言われている。しかしながら2008年の日野市の公式資料において、『平山用水 ふれあい水路』という水路で、「本種が1日の調査で2076匹も採れた」という記述がある。

## 鑑賞用としての利用
本種は黄色の殻を持ち、マシジミより外観が派手な上、水槽内に入れると目立つという外見的特長や、淡水魚水槽での耐久性の高さ、珪藻などの藻類や有機物（デトリタス）を摂食し、除去する為、ペットやアクアリウムの掃除屋としても有用な可能性がある。

## テレビなどマスコミで紹介された例
2009年11月25日の「ナニコレ珍百景2時間スペシャル」では、千葉県美浜区の公園にマシジミに酷似した外観の本種が大量発生している様子が「珍百景候補」として紹介された。しかし、「珍定」には至らなかった。